# Maikel Blanco
Pour les articles homonymes, voir Blanco.
Maykel Blanco Cuevas (parfois orthographié Maikel Blanco) est un auteur-compositeur, arrangeur, directeur musical (du groupe de Latin jazz Habana Express et du groupe de timba Salsa Mayor, anciennement La Suprema Ley) et musicien (percussionniste et pianiste) cubain, né le 21 janvier 1982 à La Havane (en centre-ville).
Enfant il apprend à jouer des percussions (congas...) en autodidacte en jouant de la rumba dans la rue et un peu à l'école, puis dans une école de musique à Guanabacoa et dans un conservatoire où il étudie les percussions et le piano.
À partir de 15 ans, il travaille dans de nombreux groupes comme pianiste, choriste, ou arrangeur (Abel y La Seducción, La Constelación, La Ascención, Gen-Cortés La Banda (issu d'un "split" du groupe NG La Banda)) puis compose et produit pour le grand Tirso Duarte.
En 1996, il forme son premier groupe “La Suprema Ley” dans la Province de Matanzas et créé son propre style qualifié de « timba dura ».
En 1998, le groupe enregistre une maquette d'album mais Maykel est engagé par la maison de disques Envidia où il travaille à plein temps durant deux ans  (il produit une dizaine de CD et participe en tant que percussionniste sur une quarantaine (Tirsto Duarte, Manolito Simonet, Bimbo G.…), puis plus épisodiquement ensuite.
Il forme le groupe de Latin jazz Habana Express qui sort un premier album De Prado a Manrique (no 1 des ventes d'albums en Colombie en 2002) puis un second, Échala Por La Bemol, en 2006. Le groupe est désigné comme meilleur groupe cubain de timba 2006 au festival de Lecce en Italie.
En 2005 Maykel Blanco s'associe avec Javier Sotomayor qui donne le nom à leur nouveau groupe : "Salsa Mayor"

## Membres de Salsa Mayor (2017)[1]
- Maykel Blanco Cuevas, claviers, percussions, chant, direction
- Yordys Larrazabal Moya, chant
- Javier Marfil Valera, chant
- Alejandro Gonzalez Kasanova, chant
- Yunier Pérez Enrique, chant
- Alfonso Alvarez
- Victor Bell
- Jaime Yunier Cruz Bustillos, congas
- José Luis Matos
- Alain Pieboredo
- Ahmed Gonzalez Pozada, trompette
- Adolfo Sierra
- Omar Alvarez

## Discographie

### Participations
- Combinación de La Habana Ft. Maykel Blanco y Su Salsa Mayor - La Pieza (2023=
- Juan Guillermo/Maykel Blanco y Su Salsa Mayor - Pa' Que Me Invitan (2025)

https://www.youtube.com/watch?v=UhrtyFH0mAU
|  |  |  |  |  |